# Wereldpostunie

Vlag van de Wereldpostunie

De Wereldpostunie (ook: Wereldpostvereniging, Frans: Union Postale Universelle) is een internationale organisatie die de verschillende postovergangen tussen lidstaten controleert. De Wereldpostunie is dan ook verantwoordelijk voor het wereldvertakte postnetwerk. Elke lidstaat gaat dan ook akkoord met de regels voor het internationaal postverkeer. Het is de op een na oudste nog bestaande internationale organisatie, na de Internationale Telecommunicatie Unie, en is formeel een gespecialiseerde organisatie van de Verenigde Naties.
De Wereldpostunie is in 1874 opgericht met het Verdrag van Bern en werd in 1948 een gespecialiseerde organisatie van de VN.
De UPU speelt een voorname rol in het constant optimaliseren van postdiensten.
De hoofddoelen van de UPU zijn:
- de promotie van het mondiale postverkeer,
- toename van het aantal verwerkte poststukken door te voorzien in moderne producten en diensten,
- een hoge servicekwaliteit voor de consument.

Haar kerntaak bestaat uit het bevorderen en ontwikkelen van de communicatie tussen alle volkeren van de wereld.
De hoogste autoriteit van de UPU is het Wereldpostcongres. Het komt om de vier jaar samen.

## Geschiedenis
Voordat de Wereldpostunie werd opgericht moest een land een apart postverdrag hebben met elk land waarnaar het post zou willen sturen of waarvan het zou willen ontvangen. De Verenigde Staten organiseerden een internationaal postcongres in 1863. De Pruisische minister van post Heinrich von Stephan richtte hierna in 1874 de Wereldpostunie op met het organiseren van het Verdrag van Bern. De aanvankelijke naam van de organisatie was Generale Postunie. In 1878 werd de naam veranderd in Wereldpostunie.
De Wereldpostunie regelde dat 
1. elke lidstaat volgens een vaste verdeelsleutel zou bijdragen aan het bestuursapparaat van de Postunie.[2]
2. internationale en nationale post gelijk behandeld zou worden, en
3. elk land al het geld voor internationale post houdt.

Een van de belangrijkste resultaten van de unie was het wegvallen van de noodzaak om verschillende postzegels op de brief te plakken. Vóór de oprichting van de unie was het namelijk vereist dat de brief werd voorzien van een postzegel voor elk land waar de brief door ging. De Wereldpostunie aanvaardde de postzegels van de lidstaten voor de gehele internationale route.
In 1969 introduceerde de Wereldpostunie een nieuw betalingssysteem, waardoor elk land een bepaalde som aan de organisatie moest doneren die in overeenstemming stond met de hoeveelheid verstuurde post.
Dit had echter een invloed op de kostprijs van het bezorgen van dag-, week- en maandbladen en daarom werd nog een nieuw systeem geïntroduceerd in 1991. Dit nieuwe systeem zorgde ervoor dat enkel landen die minstens 150 ton post per jaar ontvangen meer moesten betalen. De andere lidstaten bleven hun gelijke som betalen. De Verenigde Staten hebben echter een aparte overeenkomst met dertien Europese landen, waardoor de prijs van de post per stuk en nog eens per kilogram wordt berekend. Het land heeft een soortgelijke overeenkomst met Canada.